# 李軫鎬
李軫鎬（韓語：이진호, 1867年8月2日—1946年9月3日）是朝鮮總督府人物。正四位受位者。勳二等瑞寶章獲得者。親日反民族行為認定者。

## 外部連結
- 이진호 (李軫鎬) （页面存档备份，存于） - 韓國民族文化大百科事典（韓語）